# SMS Scharnhorst (1906)
SMS Scharnhorst (Його Величності Корабель «Шарнгорст») — великий крейсер (панцерний крейсер) класу «Шарнгорст» (нім. Scharnhorst-Klasse) Імператорських військово-морських сил (нім. Kaiserliche Marine). Названий на честь пруського генерала Ґергарда фон Шарнгорста. З 29 квітня 1909 до 8 грудня 1914 флагман Східно-Азійської крейсерської ескадри.

## Історія
Був збудований на корабельні Blohm + Voss Гамбургу. Був закладений 1905 як другий корабель даного класу. 24 жовтня 1907 включений до складу флоту. Після пожежі на SMS Yorck був флагманом командувача Розвідувальних сил (нім. Aufklärungsstreitkräfte) Океанського флоту (1 травня 1908 — 11 березня 1909). Вже 1912 крейсер зазнав модернізації, що дещо змінила його зовнішній вигляд.
1 квітня 1909 крейсер вийшов з Кілю і 29 квітня прибув до Коломбо, замінивши там дотихчасового флагмана Східно-Азійської ескадри SMS Fürst Bismarck. З 1909 Scharnhorst базувався в Ціндао. 14 березня 1911 до нього приєднався однотипний великий крейсер SMS Gneisenau. Вони здійснювали виходи вздовж китайського і японського узбережжя.

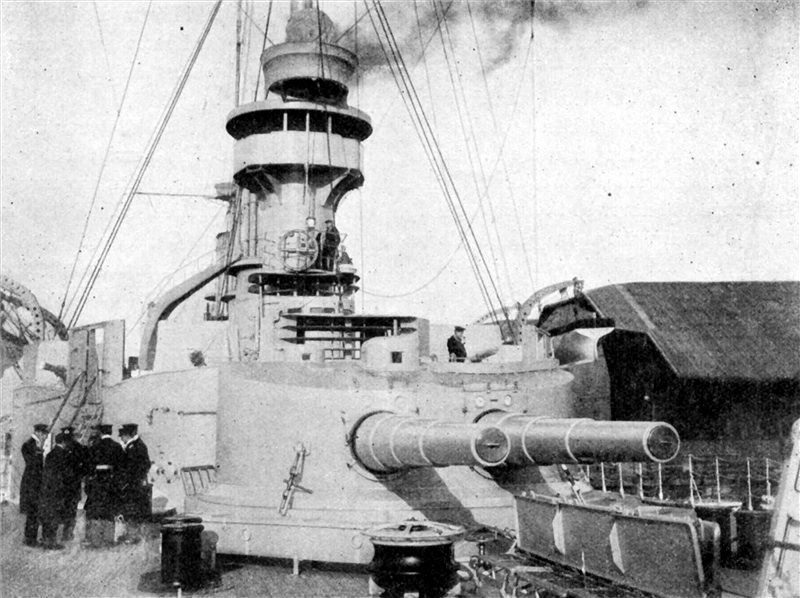
Башта «SMS Scharnhorst» головного калібру

Напередодні світової війни ескадра під командуванням віцеадмірала Максиміліана фон Шпее опинилась відрізаною від свої баз. Scharnhorst з Понпеї перейшов до острова Паган Маріанських островів (нім. Deutsch-Neuguineas), де його очікували малі крейсери SMS Nürnberg (1906) і SMS Emden. 14 серпня 1914 вони покинули острів. В Індійському океані SMS Emden їх покинув для проведення атак на ворожі кораблі. При переході кораблі поповнювали запаси вугілля на Маршаллових Островах і Німецькому Самоа. 22 вересня потопили на рейді Папеете французький канонерський човен Zelee. 12 жовтня ескадра покинула острів Пасхи, де поповнила запаси вугілля і де до неї приєднались малі крейсери SMS Dresden і SMS Leipzig.

### Бій біля Коронель

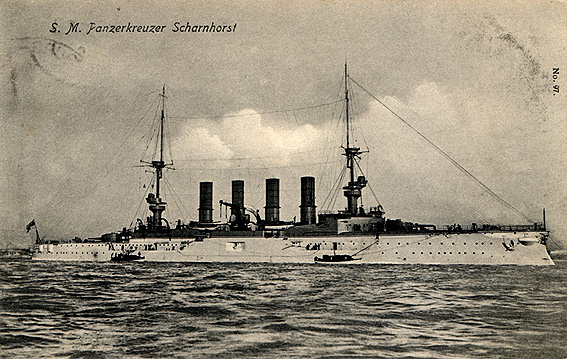
SMS Scharnhorst на поштівці

Біля узбережжя Чилі 1 листопада 1914 ескадра зустріла англійську 4 ескадру контр-адмірала Крістофера Кредока, вислану для їхнього пошуку. Адмірал Шпее відтягував битву до часу, поки ввечері у променях вечірнього сонця силуети його кораблів не злились з контурами узбережжя, у той час як силуети англійських кораблів добре виднілись на тлі моря. SMS Scharnhorst з 11 км стріляв по флагману, панцирному крейсеру HMS Good Hope (англ.), який затонув, отримавши 30-40 попадань. SMS Gneisenau пошкодив панцирний крейсер HMS Monmouth (англ.), який для економії боєприпасів з близької відстані розстріляв і затопив SMS Nürnberg. Німецькі малі крейсери обстрілювали легкі крейсери HMS Otranto, HMS Glasgow (отримав пошкодження), яким вдалось втекти. Німецькі кораблі використали до половини боєзапасу.

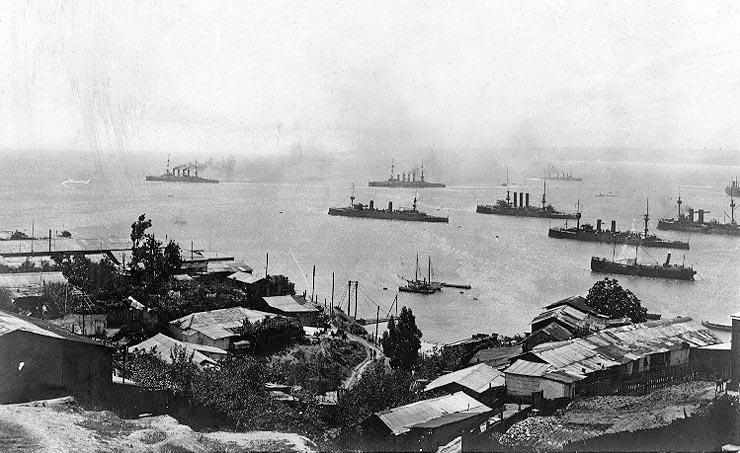
Scharnhorst, Gneisenau, Nürnberg покидають Вальпараїсо (на задньому плані)

4 листопада згідно з міжнародними угодами про війну лише три кораблі ескадри поповнили запаси вугілля у Вальпараїсо та підійшли до острова Мас Афуера архіпелагу Хуан-Фернандес, поки решта кораблів поповнювала запаси вугілля. Адмірал Шпее знав, що японська ескадра прямує для блокування Панамського каналу, британські кораблі готуються блокувати південну Атлантику. На великих крейсерах поділили боєзапас — 210-мм набоїв по 445 і 150-мм набоїв по 1100. Лише 15 листопада ескадра покинула острів, поповнила 21 листопада запаси вугілля у бухті Сант Квентін до 17.000 т на п'яти кораблях і обійшла на початку грудня мис Горн. У цей час вже 4-5 листопада англійські важкі кораблі були направлені до південної Атлантики і вже 27 листопада досягнули узбережжя Бразилії. Фон Шпее оголосив на нараді 6 грудня намір атакувати Порт-Стенлі на Фолклендських островах, проти чого виступив капітан «Gneisenau», підтриманий іншими капітанами кораблів ескадри. Фон Шпее наполягав, що на островах відсутні ворожі кораблі і там можна поповнити запас вугілля. Деякі сучасні дослідники припускають, що англійська розвідка знала шифри німецького флоту і могла надати хибну інформацію-наказ про атаку островів. На підтвердження цього наводять факт, що англійські кораблі не блокували мис Горн, не патрулювали навколишні води, а зібрались ввечері 7 грудня у Порт-Стенлі.

### Битва біля Фолклендів

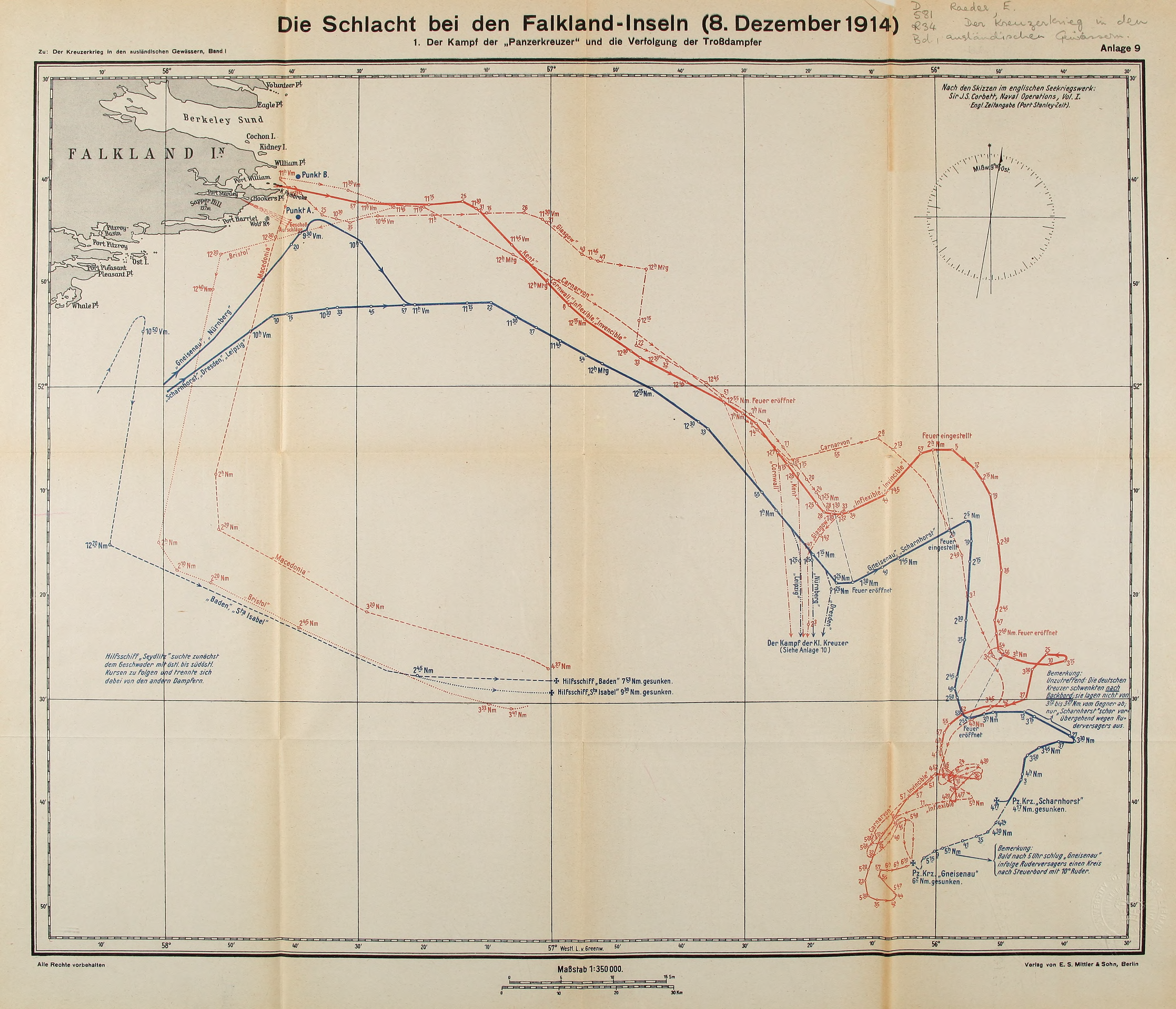
Схема бою при Фолклендах

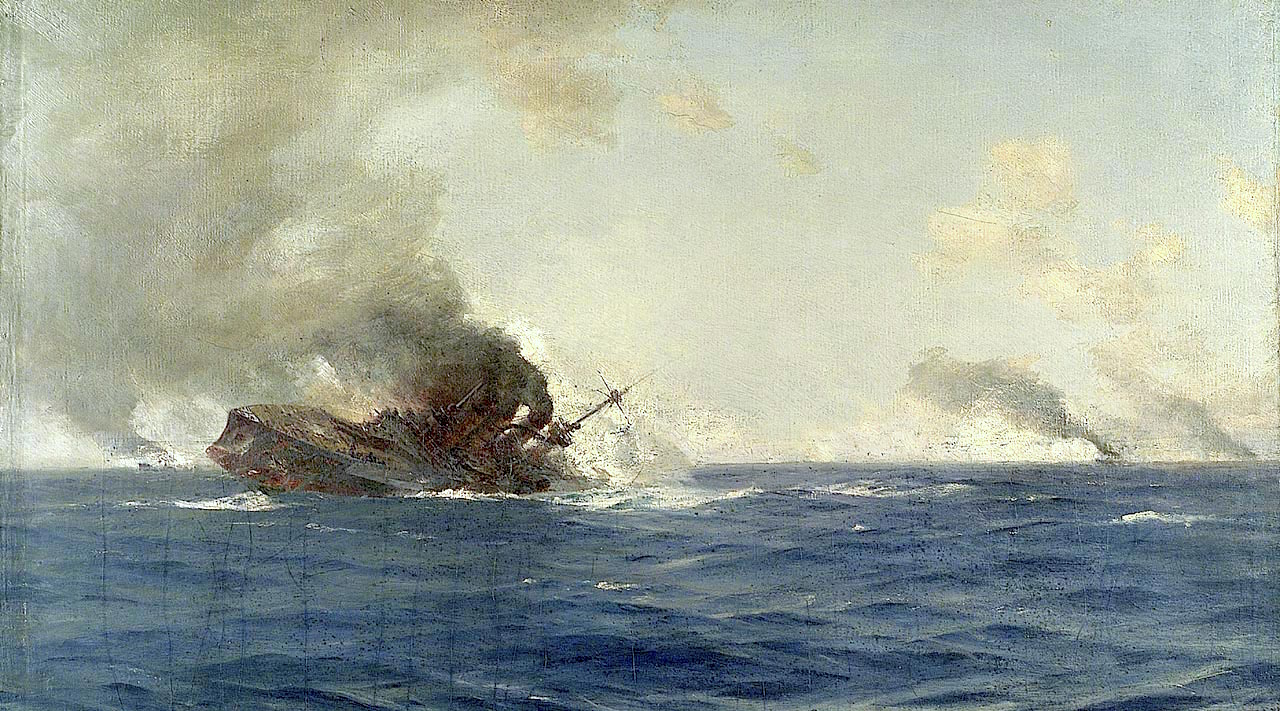
Загибель «Scharnhorst». Худ. Т. Сомеркал

Зранку 8 грудня ескадра Фон Шпеє підійшла до Порт-Стенлі. Для розвідки вперед вислали «Нюрнберг» і «Гнайсенау» з десантними командами. Їх обстріляв з чотирьох 305 мм гармат посаджений на дно старий панцирник HMS Canopus, але у порті вони помітили триногі мачти характерні виключно для британських важких кораблів. Німецька ескадра розвернулась від острова. Адмірал фон Шпеє не мав ілюзій. Зношені більш як на 25 % парові машини, механізми після 5-місячного походу через Тихий океан не дозволяли розвинути і так не надто велику максимальну швидкість. Панувала ясна погода і надії загубитись у морі не було. Тому флагман SMS Scharnhorst зайняв почесне місце в кінці строю, щоб першим прийняти бій. Перед ним йшов SMS Gneisenau, малі крейсери SMS Nürnberg, SMS Leipzig, SMS Dresden отримали наказ розосередитись і рятуватись самостійно. У погоню за ескадрою до 10.00 вийшли лінійні крейсери HMS Inflexible (англ.), HMS Invincible (англ.) (по 8×305 мм гармат), панцирні крейсери HMS Carnarvon, HMS Cornwall (англ.), HMS Kent (англ.), легкі крейсери HMS Glasgow (англ.), HMS Bristol (англ.), допоміжний крейсер Macedonia.
«Inflexible», «Invincible», «Carnarvon» доволі швидко наздогнали німецькі крейсери і розпочали о 13:30 обстріл з великої відстані, на що «Scharnhorst» міг відповідати вогнем з двох гармат кормової башти. Два німецькі крейсери зосередили вогонь на «Invincible», який отримав 23 попадання. Після 15:00 «SMS Scharnhorst» отримав вирішальне попадання у корму, що зруйнувало каземати, башту головного калібру, значні втрати серед екіпажу, викликало велику пожежу. Близько 16:00 фон Шпеє передав на «Gneisenau» команду покинути флагманський корабель і через хвилю його капітану Маеркеру: «Ви мали рацію». «Scharnhorst» розвернувся для торпедної атаки, але о 16.04 на ньому відбувся великий вибух, після чого він о 16:17 з екіпажем з 860 осіб, адміралом Фон Шпеє пішов під воду.

### Післямова

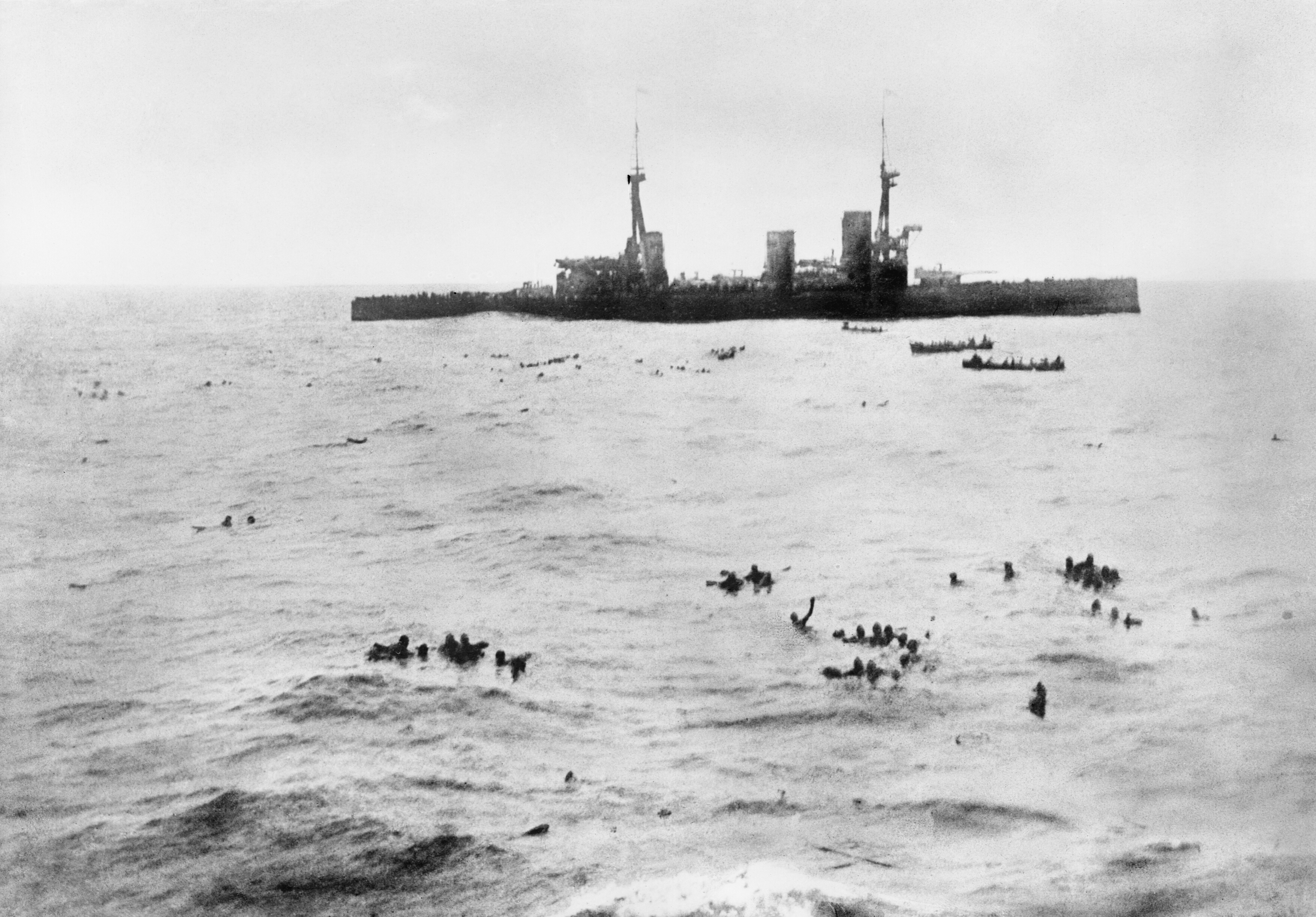
Рештки «Gneisenau»

Важко пошкоджений «Gneisenau» з розбитою задньою баштою о 17:30 був самозатоплений командою після залпу останніми набоями. З нього врятувалось 187 моряків. Рештою британських крейсерів було затоплено «Leipzig», у якого закінчились набої і врятувалось 18 моряків, «Nürnberg», який через пошкодження о 18:35 зупинився, але відмовився опустити прапор. Був розстріляний впритул з «Kent» і о 19:27 почав тонути. На палубі до останку стояли моряки, піднімаючи в руках прапор корабля. З нього врятувалось 13 моряків. Допоміжні кораблі з вугіллям «Baden» і « Santa Isabell» затопили після евакуації екіпажів. Крейсеру «Dresden» вдалось втекти і сховатись у територіальних водах Чилі. Через брак вугілля вони не могли дійти до порту для інтернування. Через три місяці його виявили британські кораблі і в порушення міжнародних угод атакували. Капітан самозатопив корабель і перебрався з екіпажем на берег. Санітарний корабель «Seydlitz» відстав від ескадри і непоміченим дійшов до Аргентини, де був інтернований.
Англійці використали проти двох німецьких крейсерів 1200 набоїв калібру 305 мм і попали 40 разів у «Scharnhorst», 30 у «Gneisenau».
У середині 1915 з прибережного бразильського пароплава побачили у морі тіло німецького моряка. До нього був прикріплений 21 см тубус, в якому в кормовій башті SMS Scharnhorst зберігали резервний гафельний прапор крейсера. Він зберігався у музеї етнографії в Берліні і загинув в час нової світової війни.